# Спальвис, Лукас
Лукас Спальвис (лит. Lukas Spalvis; род. 27 июля 1994, Вильнюс) — литовский футболист, нападающий.

## Биография
Лукас родился в Литве, но в 6-летнем возрасте эмигрировал с матерью в Швейцарию. Семья жила в Базеле — столице немецкоязычного полукантона Базель-Штадт на границе с Германией и Францией. Там посещал немецкую школу.

## Карьера

### В клубах
На юношеском уровне Лукас стал играть за клуб «Вайль 1910» из немецкого городка Вайль-ам-Райн, что в трёх километрах от Базеля ниже по течению Рейна. Затем перешёл в клуб «Фрайбург» из центра местного округа Фрайбург (Германия).
Летом 2012 года присоединился к юниорскому составу датского «Ольборга». С сезона 2013/14 Спальвис стал выступать за взрослую команду «Ольборга», с которой сразу же оформил «золотой дубль», выиграв чемпионат и Кубок. Правда, в чемпионате сезона 2014/15 «Ольборг» провалился, заняв лишь пятое место.
Получил прозвище «Цваймаль» («Zweimal» или дважды, дубль), так как летом 2015 года пять раз подряд забивал дубли в чемпионате Дании. В первом круге забил 14 мячей в 17 играх, что породило слухи о его возможном переходе в один из элитных клубов Европы.
Признан лучшим футболистом Литвы 2015 года. В апреле Спальвису исполнился 21 год — он стал вторым самым молодым обладателем награды после Арминаса Нарбековаса, которого признали лучшим в 20-летнем возрасте. Спальвис ныне считается специалистами лучшим литовским футболистом.
В 2016 году перешёл в португальский клуб «Спортинг» Во время матча в предсезонной подготовке получил тяжёлую травму. К концу года начал тренировки. Чтобы при выздоровлении набрать спортивную форму, в январе 2017 года до конца сезона был отдан в аренду в «Белененсиш». Там пробыл 9 дней и вернулся в «Спортинг». 2 февраля 2017 года футболиста отдали в аренду в норвежский «Русенборг», но 28 февраля, как не прошедший медицинское обследование, был возвращён в «Спортинг».
С сезона 2017/18 играет за «Кайзерслаутерн» во второй и третьей Бундеслиге.

### В сборных
В составе юношеской сборной Литвы Спальвис принял участие во всех трёх матчах своей команды на домашнем чемпионате Европы 2013 года среди юношей. В составе молодёжной сборной участвовал в отборочных играх чемпионата Европы 2015 года, где в шести встречах отличился трижды, а также становился четвёртым на Кубке Содружества 2013 года.
10 сентября 2013 года Спальвис попал в заявку сборной Литвы на отборочный матч к чемпионату мира 2014 года против Лихтенштейна. 5 марта 2014 года Лукас дебютировал в составе главной сборной страны в товарищеском матче с Казахстаном, в мае стал с командой вторым на Кубке Балтии, а 6 июня забил свой первый мяч на международной арене, поразив ворота сборной Польши в товарищеской встрече.

## Достижения
Ольборг
- Чемпионат Дании: 2013/14
- Кубок Дании: 2013/14

Сборная Литвы по футболу
- Финалист Кубка Балтии: 2014

Личные
- Лучший футболист Литвы: 2015